# Рафаель Лосано Серрано
Рафаель Лосано Серрано (ісп. Rafael Lozano Serrano; 27 грудня 2004) — іспанський боксер, призер чемпіонату Європи серед аматорів.

## Аматорська кар'єра
Лосано завоював бронзу на чемпіонаті світу серед юніорів 2020 і золото на чемпіонаті Європи серед юніорів 2021.
На чемпіонаті Європи 2024 завоював бронзову медаль.
- В 1/8 фіналу переміг Косміна Петре (Румунія) — 4-1
- У чвертьфіналі переміг Рудольфа Гарбояна (Вірменія) — 3-1
- У півфіналі програв Атилі Бернарту (Угорщина) — 1-4

На Олімпійських іграх 2024 переміг Юсуфа Чотія (Австралія) і програв Хуніору Алькантара (Домініканська Республіка).